# Левинштейн
Левинштейн (ивр. בית חולים לוינשטיין‎) — реабилитационная больница в городе Раанана в Израиле.
Является уникальным учреждением в Израиле и одним из ведущих реабилитационных центров в мире. Пациентами больницы являются дети от 3 лет, подростки, молодые люди, солдаты, а также взрослые, страдающие от функциональных нарушений в результате болезней, дорожно-транспортных происшествий, террористических актов, военных действий и других травм.
Носит имя Ицхака Левинштейна, одного из руководителей Фонда инвалидности Гистадрута.

## История
Реабилитационная больница Левинштейн была основана службой здоровья «Клалит» в 1959 году. На сегодняшний день в больнице лечилось свыше 100 000 пациентов. Первоначально, больница состояла из двух отделений: неврологической реабилитации и ортопедической реабилитация позвоночника.
В 1973 году произошло торжественное открытие главного здания больницы, одновременно с которым было открыто отделения реабилитации травм головного мозга.
В 1976 году был создан дневной центр для пациентов с травмами головы в сотрудничестве с Министерством обороны. Целью центра является лечение пациентов с черепно-мозговой травмой после начальной реабилитации, проводимой во время госпитализации. Одновременно с этим произошло создание Института функциональной оценки, где сотрудники больницы Левинштейн проводят оценку пациентов для Национального института страхования.
В 1985 году была учреждена Ассоциации друзей Больницы Левинштейн.
К 1990 году было основано независимое подразделения по реабилитации детей и молодежи.
В 1995 произошло торжественное открытие здания Флайшман, в котором сосредоточено большинство терапевтических и диагностических услуг для населения и для пациентов после госпитализации.
В 2013 произошло торжественное открытие здания Хелленберг.
В 2015 и 2018 годах реабилитационная больница Левинштейн стала обладателем аккредитации JCI, являющаяся международным подразделением американской организации, которая специализируется на повышении качества медицинского обслуживания и безопасности пациентов в более чем 16 000 здравоохранительных учреждений США.

## Отделения
В реабилитационной больнице Левинштейн около 300 коек в семи отделениях и специализированном дневном стационаре. Также в больнице существует отдел медицинского туризма, который организовывает поступление на реабилитацию пациентов со всего мира.
- Реабилитация после спинальной травмы
- Реабилитация после комы пациентов c минимальным уровнем сознания или в вегетативном состоянии
- Реабилитация после инсульта
- Ортопедическая реабилитация
- Реабилитация детей и подростков
- Реабилитация после ЧМТ
- Реабилитационный дневной стационар
- Клиника лечения синдрома боли
- Клиника сексуальной реабилитации
- Лечение расстройств сна[4].

## Технологии реабилитации
Armeo Power System — представляет собой роботизированное устройство для реабилитации, которое используется при нарушениях движений кисти и руки на ранних стадиях дисфункции. Система включает в себя роботизированную руку связанную с компьютером. Упражнения и игры разработаны для развития подвижности и силы верхних конечностей пациента.
LOTCA — созданная трудотерапевтами Левинштейн система диагностики когнитивных нарушений после повреждений мозга.
SCIM - разработанная врачами Левинштейн шкала функциональной оценки больных с повреждениями спинного мозга.
ReWalk — это инновационное устройство основано на роботизированной технологии, которая позволяет пациентам с парализованной нижней частью тела и, следовательно, прикованным к инвалидной коляске, ходить с костылями. Система состоит из костюма, который пациент носит на нижних конечностях и который включает в себя, среди прочего, батарейки, набор датчиков, компьютеризированную систему управления и сложную систему аварийной защиты и безопасности.
Антигравитационная дорожка — устройство было разработано космическим агентством США (NASA). Основанная на технологии дифференциального давления воздуха, эта беговая дорожка снижает вес тела пациента с помощью конвейера, по которому ходит пациент, надевая специально разработанные брюки.
Lokomat — роботизированная система для практики ходьбы как часть физиотерапии. Система объединяет движущийся конвейер с роботом, синхронизированным с компьютером, что позволяет пациентам имитировать нормальную и непрерывную ходьбу уже на самых ранних этапах реабилитации.
Posturograph — эта компьютеризированная система помогает диагностировать проблемы со стабильностью и равновесием, возникающие из-за ортопедических или неврологических нарушений. Оценка недостатков охватывает как сенсорную, так и двигательную системы.
Brain Gym — отделение трудотерапии в реабилитационной больнице Левинштейн организует «мозговой зал» для пациентов с приобретенной черепно-мозговой травмой. Тренажерный зал содержит несколько компьютерных станций с доступом к различным интернет-программам, которые заставляют задействовать различные когнитивные функции, такие как внимание, память, отзывчивость, а также зрительное и пространственное восприятие.
Комната Snoezelen — часть терапевтического пространства используется для процедур, которые сочетают в себе расслабление и мультисенсорную стимуляцию слуха, осязания, вкуса, обоняния и движения.
Виртуальная реальность — метод лечения, действие которого, проецируемое на экран, заставляет зрителя испытывать чувство активности и присутствия, как если бы оно происходило в реальности. В среде виртуальной реальности, созданной с использованием передовых технологий, пользователь перемещает объекты и получает визуальную и слуховую обратную связь в ответ на его действия.
Симулятор вождения — это устройство на базе отделения трудотерапии, которое имитирует различные ситуации вождения и проверяет реакцию водителя. Используется для восстановления навыков вождения.
Головная мышь (управляемая головой мышь) — устройство состоит из датчика, прикрепленного ко лбу пациента, и компонентов, установленных на компьютере. Он заменяет компьютерную мышь для пациентов с тяжелой слабостью или квадриплегией. Мышь активируется только движениями шеи.

## Ведущие специалисты больницы
Профессор Амирам Кац — директор и главный врач больницы. Заведующий отделением спинальной реабилитации.
Доктор Хагай Амир — заведующий отделением ортопедической реабилитации. Специалист в области ортопедической хирургии, физической медицины и реабилитации.
Доктор Вадим Блувштейн — заведующий клиникой нейроурологии. Заместитель заведующего отделением спинальной реабилитации.
Доктор Шарон Шаклай — заведующая отделением реабилитации детей и подростков. Специалист в области педиатрии, физической медицины и реабилитации.
Доктор Марина Павловская — заведующая лабораторией нейрофизиологии.